# Pristansäure
Pristansäure ist ein langkettige, verzweigte, gesättigte Fettsäure, die vier Methylgruppen trägt. Zuerst entdeckt wurde Pristansäure 1964 in Butter. Benannt wurde sie nach dem strukturell verwandten Pristan. Sie ist mit der Phytansäure verwandt und besitzt wie diese eine vom Isopren abgeleitete diterpenoide Struktur.

## Isomere
Natürlich kommen zwei Stereoisomere mit der Konfiguration (2S,6R,10R,14)- und (2R,6R,10R,14)-Tetramethylpentadecansäure vor. Die Stereokonfiguration an C6 und C10 ist immer einheitlich, während die am C2 variiert. Die Konfiguration wird von den entsprechenden Atomen C3, C7 und C11 der Phytansäure übernommen. Die Verhältnisse der beiden Stereoisomere schwanken stark zwischen verschiedenen natürlichen Quellen dieser Verbindungen.

(2R,6R,10R,14)-Pristansäure
(2S,6R,10R,14)-Pristansäure

## Vorkommen

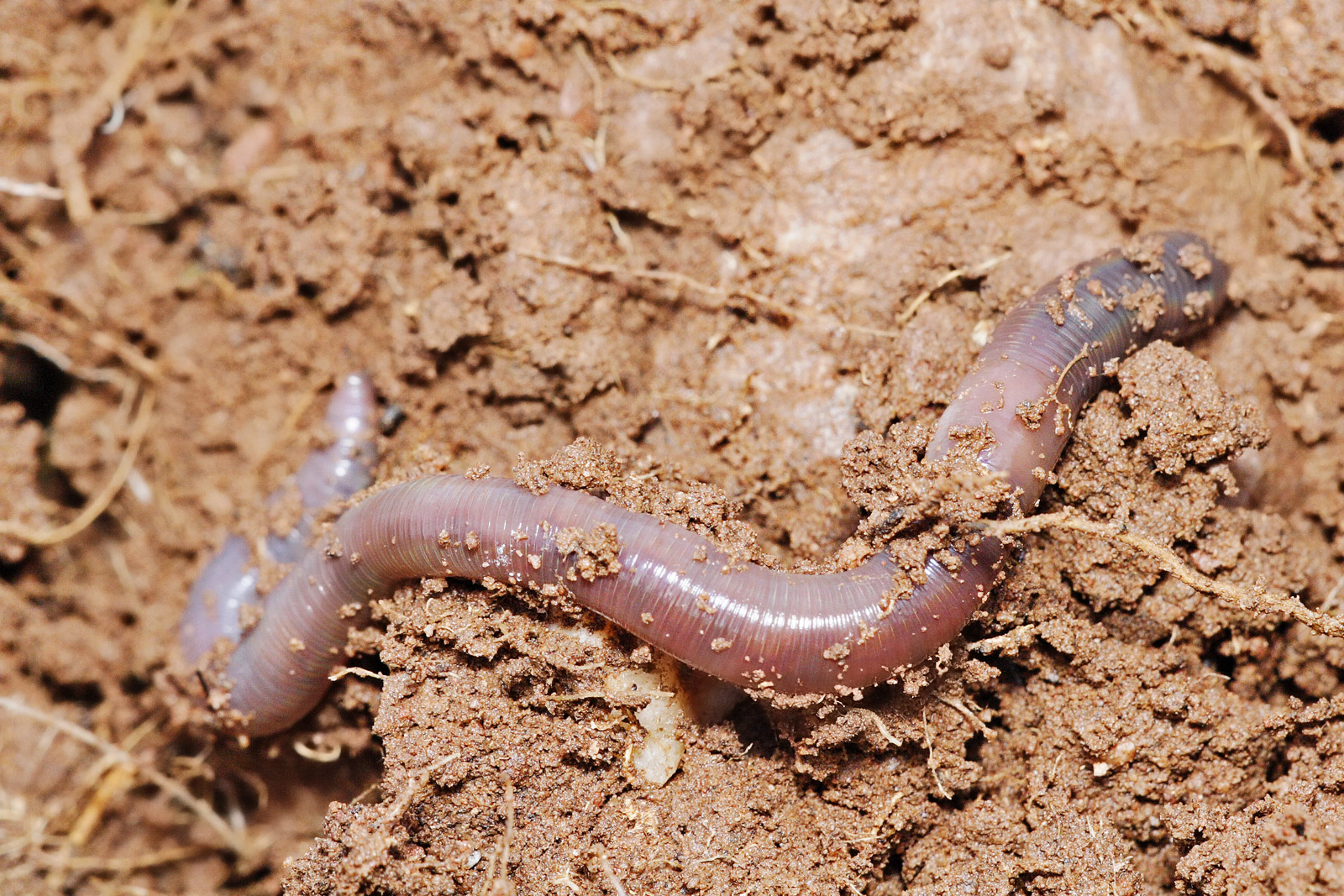
Die Lipide von Regenwürmern enthalten mit teilweise über 1 % vergleichsweise viel Pristansäure

Pristansäure kommt in kleinen Mengen im Tierfett, Milchfett oder in Fischöl vor. In vielen Fetten beträgt der Anteil an den Fettsäuren unter 0,1 %.
Sie kommt in Milchprodukten (z. B. Butter) vor, was die Hauptaufnahmequelle darstellt, kommt aber auch in menschlicher Muttermilch vor. Daneben kommt sie im Fett von Wiederkäuern, z. B. in Rinderfett und Hammelfett vor. Im Fett von Regenwürmern kommt sie zu etwa 0,4 bis 0,7 % vor, saisonal sogar bis über 1 %.
Pristansäure kommt in den Fetten verschiedener mariner Lebewesen vor. Beispielsweise wurde sie aus den Fetten von Hering, Makrele und Lachs (ca. 0,44 %) isoliert. Außerdem kommt sie in Lebertran, Seehundfett und Finnwal-Fett vor. Der Gehalt im Fett von Antarktischem Krill beträgt etwa 0,04 %.
Pristansäure kommt auch im Petroleum vor.

## Gewinnung und Darstellung
Enantiomerenreine (2R)-Pristansäure kann aus den Lipiden des Bakteriums Halobacterium cutirubrum synthetisiert werden.

## Eigenschaften
In einer in-vitro-Studie wirkte Pristansäure cytotoxisch.

## Metabolismus
Neben der direkten Aufnahme (z. B. aus Milchprodukten) entsteht Pristansäure im menschlichen Körper aus Phytansäure durch deren α-Oxidation, weil die für Fettsäuren übliche β-Oxidation unmöglich ist. Ein Intermediat bei der Umwandlung von Phytansäure zu Pristansäure ist Pristanal. Die Pristansäure wird in Form von Pristanoyl-Coenzym A normal über β-Oxidation abgebaut. Der Abbau findet insbesondere in den Peroxisomen statt, die daran beteiligten Enzyme wurden zum Teil identifiziert. Da nur das (2S)-Isomer abgebaut werden kann, wandelt eine Racemase die (2R)-Form in die (2S)-Form um. Bei verschiedenen genetischen Krankheiten ist der Metabolismus von Phytansäure und Pristansäure gestört, beispielsweise beim Zellweger-Syndrom, dem Refsum-Syndrom und verschiedene Krankheitsbilder, die die Peroxisomen betreffen.

## Nachweis
Pristansäure kann beispielsweise durch GC-MS nachgewiesen werden. Durch einen geeigneten Versuchsaufbau können so auch metabolische Störungen diagnostiziert werden, bei denen der Metabolismus der Pristansäure betroffen ist. Eine Methode zur Trennung und Bestimmung bestimmter Stereoisomere existiert ebenfalls, diese basiert auf einer Kombination aus Gaschromatographie und Flüssigchromatographie.